# Capilla de Santa Ana (El Hatillo)
La Capilla de Santa Ana o la Iglesia de Santa Ana es un edificio religioso perteneciente a la Iglesia católica localizado en el sector de La Lagunita en jurisdicción del Municipio El Hatillo al sureste del área metropolitana de la ciudad de Caracas o Distrito Metropolitano de Caracas.
Forma parte de la ruta de algunos fieles católicos de la ciudad de Caracas, que la utilizan en la peregrinación conocida como Ruta de los Siete templos.
 Se trata de una iglesia popular entre las parejas para celebrar matrimonios o compromisos debido a la vistosidad de su arquitectura y el entorno verde del sector, muy cerca de la Lagunita Country Club.

## Véase también

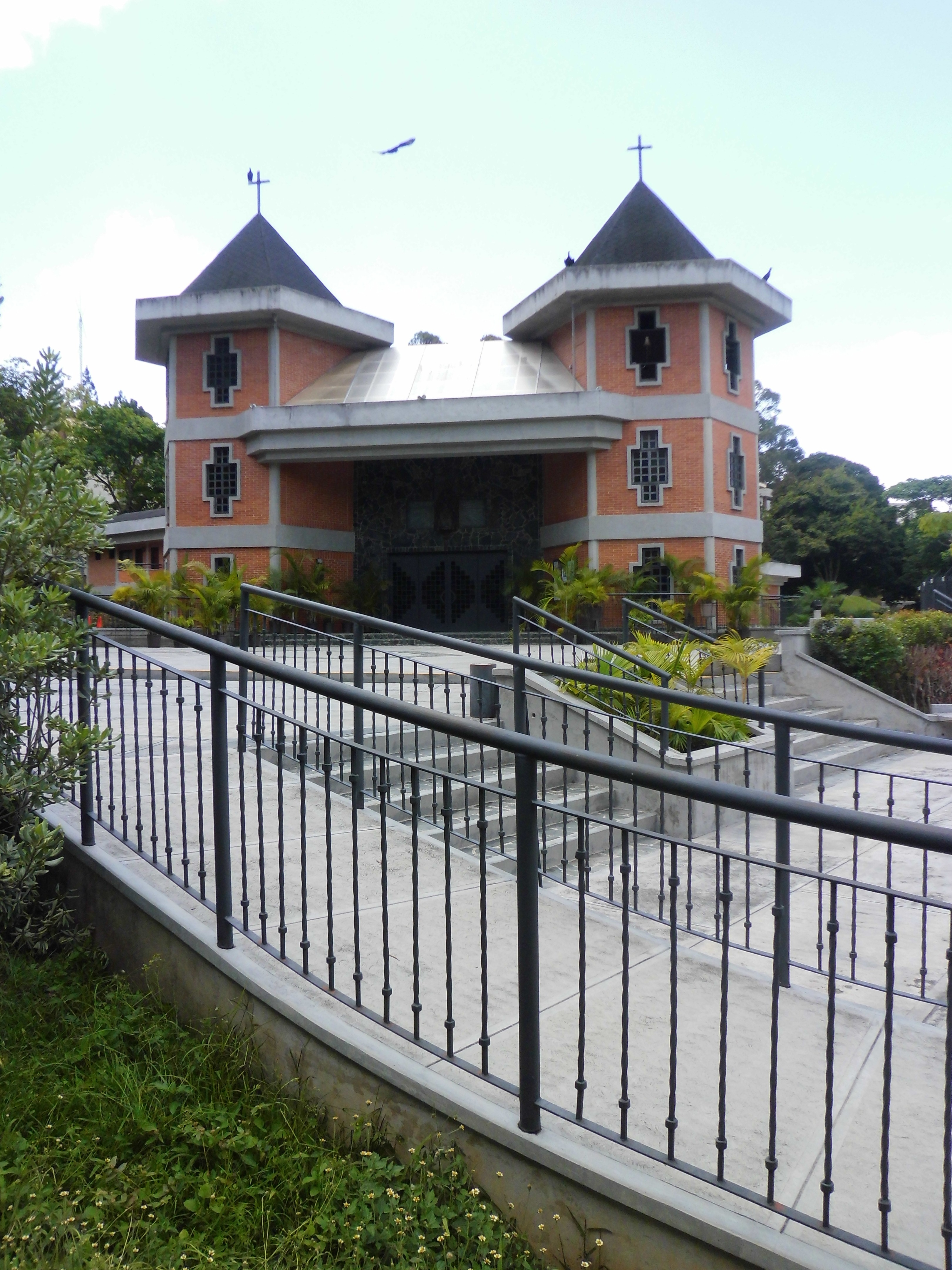
Detalle de la entrada